# Adam Muraszko
Adam Muraszko (ur. 9 lipca 1976 w Pradze jako Adam Potyka), pseud. Baal, Baal Ravenlock i Raven – polski muzyk, kompozytor, multiinstrumentalista i autor tekstów. Współzałożyciel grupy muzycznej Behemoth oraz Hell-Born, współpracował również z grupą Damnation. W 2008 roku Muraszko napisał wszystkie teksty na potrzeby albumu Praise the Beast formacji Azarath.

## Dyskografia
Behemoth
- Endless Damnation (demo, 1992, wydanie własne)
- The Return of the Northern Moon (demo, 1993, Pagan Records)
- ...From the Pagan Vastlands (demo, 1994, Pagan Records)
- And the Forests Dream Eternally (minialbum, 1994, Enthropy Records)
- Sventevith (Storming Near the Baltic) (album, 1995, Pagan Records)
- Grom (album, 1996, Solistitium Records)
- Czarne zastępy – W hołdzie Kat (kompilacja, 1998, Pagan Records)

Damnation
- Resist (2000, Dark Realm, Cudgel Records)

Hell-Born
- Hell-Born (EP, 1996, Pagan Records)
- Hellblast (2001, Pagan Records)
- The Call of Megiddo (2002, Conquer Records)
- Legacy of the Nephilim (2003, Conquer Records)
- Cursed Infernal Steel (2006, Conquer Records)
- Darkness (2008, Witching Hour Productions)

Azarath
- Diabolic Impious Evil (2006, Pagan Records; słowa)
- Praise the Beast (2009, Agonia Records, Deathgasm Records; słowa)